# 瓊雷語
瓊雷語（けいらいご）は、言語学上、閩語の下位にある海南語（瓊文話、瓊文片）と雷州語（雷州片）を合わせた名称である。
海南語と雷州語は古代閩南語に起源を遡る。宋代末期の戦乱により、大量の閩南人が故郷を離れ、雷州半島と海南島の沿海部一帯に到達した。彼らは臨高人と長期に渡って接触しながら暮らし、その過程で閩南語と臨高語（タイ・カダイ語族のオンベ語）の間で言語的な接触が発生した。これに加えて閩南地域との地理的な隔絶が生まれたため、音声や語彙面など多方面で大きな差異が形成され、閩南語との間で相互の意思疎通が困難となった。
瓊雷語は瓊文片（海南語）と雷州片（雷州語）の二つの方言（片区）に分類できる。両者はおおよそ相互に意思疎通が可能である。ただ、両者の間には少なからず差異も存在し、海南語と雷州語は相互に独立の言語関係にあるとする学者もいる。
閩語の方言研究は、その規模と水準においてシナ語派の諸言語のうちでは優先的な地位にあるものの、海南語と雷州語ではその研究領域は長期に渡って空白状態にあり、両者は長期に渡り閩南語の方言と認識されていた。
1970年代以降、ようやく海南語の系統的調査が開始された。その後、言語学の世界では、海南語と雷州語を閩南語から分けて説明しようとする動きが生まれていった。1987年出版の『中国語言地図集』では公式に両者を閩南語から分けて説明している。